# Coenosia gigas
Coenosia gigas este o specie de muște din genul Coenosia, familia Muscidae, descrisă de Becker în anul 1909.
Este endemică în Kenya. Conform Catalogue of Life specia Coenosia gigas nu are subspecii cunoscute.